# Diana Pereira Hay
Diana Pereira Hay (født 20. februar 1932) er en dansk pianist og komponist. Hay blev født i Sri Lanka af en australsk far og en mor af irsk afstamning. Hun studerede ved Det Kongelige Danske Musikkonservatorium i København fra 1953-60 hvor hun blev undervist i klaver, musikteori og musikhistorie samt komposition og orkestrering hos Vagn Holmboe, hvis idéer om metamorfotisk musik hun er påvirket af. Efter hun afsluttede sine studier har hun arbejdet som komponist og har modtaget flere legater fra Statens Kunstråd. Hay havde en periode på 12 år hvor hun ikke komponerede, frem til 1978, hvor hun skrev sin første klaversonate.

## Kvindepolitik
Diana Pereira Hay har ikke lagt skjul på sin kvindepolitiske holdning. Hun har udtalt at "Det at drive en husholdning kan sammenlignes med at drive et mindre hotel. Kvinders tankegang bliver fanget som en slaves, når hun skal organisere dagliglivet for 3-4 mennesker samtidig. Denne administration skal deles, hvis kvinden skal kunne koncentrere sig om sit arbejde".  I 1980 tog hun, sammen med Birgitte Alsted og Anne Kirstine Nielsen, initiativet til stiftelsen af Kvinder i Musik, en organisation der har haft en stor betydning for udbredelsen af kvinders musik i Danmark.

## Værker
Blandt hendes værker kan nævnes:
- I'm still alive, klaver (1982)
- Klaversonate nr. 2 (1979)
- Klaversonate nr. 3 (1979)